# President William Jefferson Clinton Birthplace Home National Historic Site

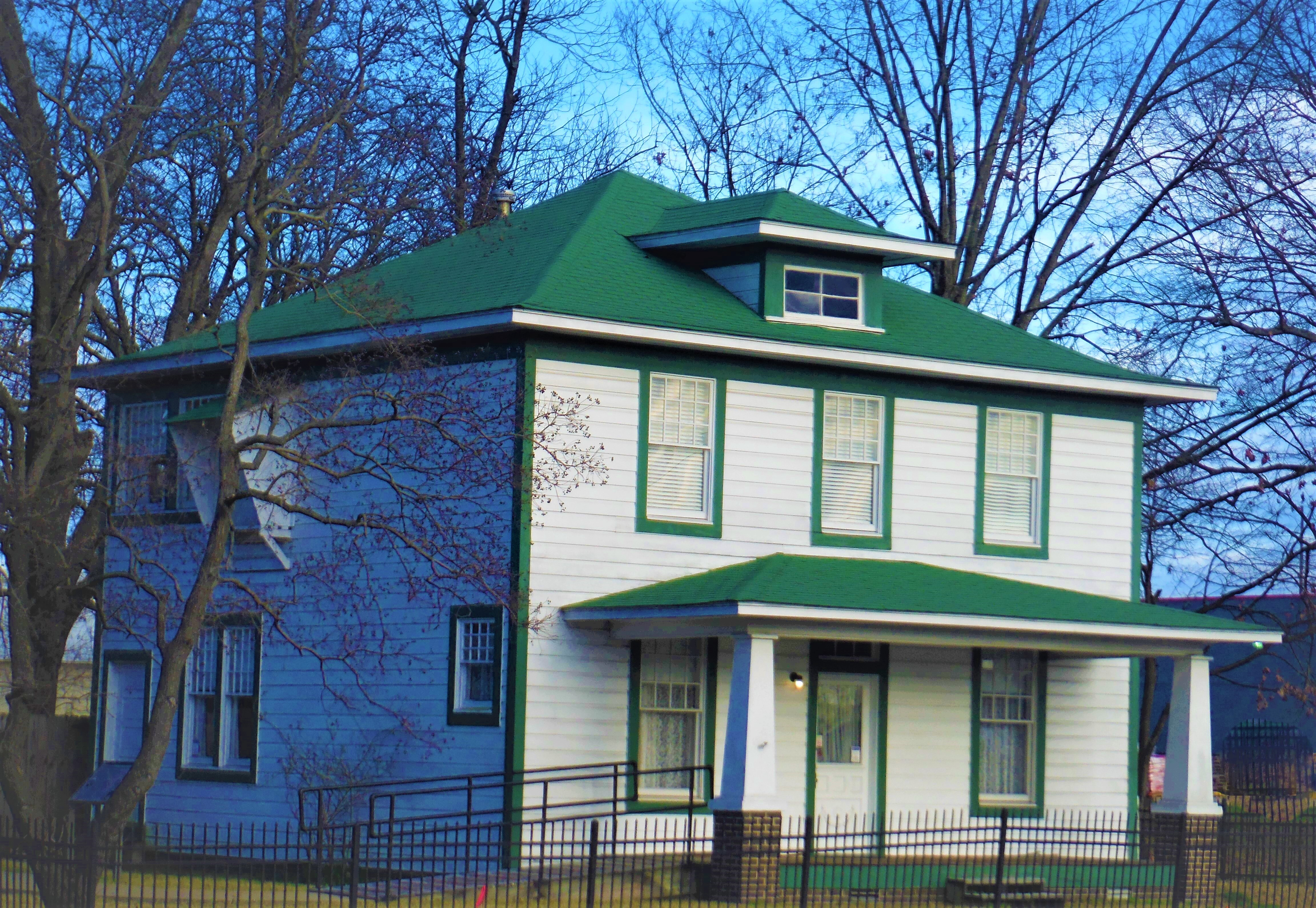
117 South Hervey Street (2019)

Die President William Jefferson Clinton Birthplace Home National Historic Site in der US-amerikanischen Stadt Hope (Arkansas) ist das Haus, in dem Bill Clinton, der 42. Präsident der Vereinigten Staaten, die ersten vier Jahre seines Lebens verbrachte. Seit 1997 dient das Haus als Museum, am 14. Dezember 2010 gab Innenminister Ken Salazar bekannt, dass das Haus zu einer National Historic Site erklärt wurde.

## Geschichte
Das zweieinhalbstöckige Gebäude wurde 1917 im Auftrag von Dr. H. S. Garrett errichtet. Besitzer waren Clintons Großeltern Edith Grisham und James Eldridge Cassidy, die seit 1938 dort wohnten und es 1946 erwarben. Es hat eine quadratische Grundfläche mit jeweils 4 Räumen pro Stockwerk.
Das Haus ist seit Mai 1994 als Bauwerk in das National Register of Historic Places („Nationales Verzeichnis historischer Orte“) eingetragen. Außerdem ist es Contributing Property des North Elm Street Historic Districts, der im Juli 1995 gebildet wurde. Das Gebäude wurde am 14. Dezember 2010 vom Innenministerium der Vereinigten Staaten zu einer National Historic Site („Nationale historische Stätte“) erklärt. Die Anschrift lautet: 117 South Hervey Street, Hope, Arkansas 71801.